# Noureddine Bahbouh
Pour les articles homonymes, voir Bahbouh.
Nourreddine Bahbouh, né le 24 janvier 1949 à Ras El Oued et mort le 6 août 2021 à Alger, est un homme politique algérien, président de l'Union des forces démocratiques et sociales (UFDS).
Diplômé en hydraulique et après avoir fait ses études en Russie, il fait carrière au ministère du même nom avant de devenir ministre de l'Agriculture durant trois ans entre 1994 et 1997. Il rejoint le Rassemblement national démocratique qui vient de se créer et est élu député de la circonscription de Bordj Bou Arréridj, 1997-2002. Il démissionne du RND en 1999 pour devenir directeur de campagne du candidat Mokdad Sifi à l'élection présidentielle de 1999. En 2012, il crée son propre parti, l'Union des forces démocratiques et sociales (UFDS).

## Fonctions
- 1994-1995, ministre de l'Agriculture
- 1995-1997, ministre de l'Agriculture et de la Pêche
- 1997-2002, député à l'Assemblée populaire nationale (RND)